# Rabaçal (Mêda)
Rabaçal is een plaats (freguesia) in de Portugese gemeente Mêda en telt 348 inwoners (2001).